# Société Générale
Société Générale (вимовляється Сосьєте женераль) — один з найбільших французьких фінансових конгломератів. Штаб-квартира — в Парижі.
Заснований в 1864 під найменуванням фр. Société Générale pour favoriser le développement du commerce et de l'industrie en France (Генеральне товариство по сприянню розвитку торгівлі та промисловості Франції). З 1966 по 2003 він був відомий як один з найбільших французьких комерційних банків Trois Vieilles ("Старої трійки"), поряд з Banque Nationale de Paris (з 2000 BNP Paribas) та Crédit Lyonnais.

## Опис
Голова ради директорів і головний керівник — Фредерік Удеа (Frederic Oudea). Капіталізація банку — 49 млрд євро.
У сферу діяльності банку входить управління активами, інвестиційний банкінг, фінансові послуги та ін.
Активи банку на 1 січня 2007 становили $1,26 трлн (13-е місце в списку журналу The Banker), капітал — $ 29 410 000 000 (26-е місце).
У березні 2023 французька влада провела обшуки в офісах великих банків включно з Societe Generale, BNP Paribas та HSBC, за підозрою у відмиванні грошей та податковому шахрайстві.

## Société Générale в Україні
У 1996 засновано дочірній банк групи в Україні. Ліквідований у 2001.
У 2005 велися перемови щодо купівлі УкрСиббанку, та його придбав BNP Paribas.
У 2008 група стала власником 98,8 % акцій донецького ІКАР Банку (згодом ПроФінБанк). Станом на 01.10.12 банк займав 164 місце за розміром активів (з 175 діючих банків). 2012-го кредитний портфель ПроФінБанку викупив Альфа Банк, а наступного року банк було продано офшорній компанії Xeronia Limited (Кіпр). У січні 2015 банк було визнано неплатоспроможним та введено тимчасову адміністрацію. Згодом було прийняте рішення про його ліквідацію.